# Ohabița
Ohabița – wieś w Rumunii, w okręgu Caraș-Severin, w gminie Păltiniș. W 2011 roku liczyła 101 mieszkańców. 